# Eharius hymetticus
Eharius hymetticus är en spindeldjursart som först beskrevs av Papadoulis och Emmanouel 1991.  Eharius hymetticus ingår i släktet Eharius och familjen Phytoseiidae. Inga underarter finns listade i Catalogue of Life.